# Klokočov
Klokočov är en ort i Tjeckien.   Den ligger i regionen Vysočina, i den centrala delen av landet, 100 km öster om huvudstaden Prag. Klokočov ligger 537 meter över havet och antalet invånare är 129.
Terrängen runt Klokočov är platt åt sydväst, men åt nordost är den kuperad.Runt Klokočov är det ganska glesbefolkat, med 45 invånare per kvadratkilometer. Närmaste större samhälle är Chrudim, 18,6 km nordost om Klokočov. I omgivningarna runt Klokočov växer i huvudsak blandskog.